# Maria Christina af Østrig (1858–1929)
Maria Christina af Østrig (tysk: Erzherzogin Maria Christina Désirée Henriette Felicitas Rainiera von Habsburg-Lothringen VA, (spansk: María Cristina Desirée Enriqueta Felicidad Raniera de Habsburgo-Lorena eller María Cristina de Austria) (født 21. juli 1858 på slottet Židlochovice/Groß Seelowitz nær Brno/Brünn, Sydmähren, Kejserriget Østrig; død 6. februar 1929 i det kongelige palads, Madrid) var en ærkehertuginde, der blev Spaniens dronning i 1879 – 1885 og som var regerende enkedronning i 1885 – 1902. Hun var gift med Alfons 12. af Spanien og mor til Alfons 13. af Spanien.

## Forældre og søskende
Maria Christina af Østrig var datter af Elisabeth Franziska af Østrig-Ungarn og Karl Ferdinand af Østrig.
Blandt hendes søskende var 
- Marie Therese af Østrig-Este, gift med Ludwig 3. af Bayern, der blev Bayerns sidste konge
- Frederik af Østrig-Teschen

Maria Christina var søsterdatter til belgiernes dronning Marie Henriette af Østrig, gift med kong Leopold 2. af Belgien.
Maria Christina af Østrig var barnebarn af Karl af Østrig (1771-1847), Henriette Alexandrine af Nassau-Weilburg, Josef af Østrig (1776-1846) (Palatin af Ungarn) og Maria Dorotea af Württemberg.

## Ægteskab
I 1879 blev Maria Christina af Østrig gift med kong Alfons 12. af Spanien. Han havde været gift før. De fik to døtre. 
I 1885 døde kong Alfons 12. af tuberkulose. Dronning Maria Christina blev indsat som regent for sin ældste datter. Få måneder senere fødte Maria Christina en søn. Han blev straks udråbt som konge under navnet Alfons 13. af Spanien. 
Enkedronning Maria Christina fortsatte som regent, indtil Alfons 13. blev 16 år i 1902.